# Vestland
Vestland je kraj v západním Norsku (Vestlandet). Začal fungovat 1. ledna 2020 sloučením dvou do té doby samostatných krajů Hordaland a Sogn a Fjordane. K reorganizaci územního uspořádání došlo na základě rozhodnutí norského parlamentu (Stortinget) ze dne 8. června 2017, jehož důsledkem byla redukce počtu územněsprávních jednotek z devatenácti na jedenáct. Sousedí s kraji Møre a Romsdal, Innlandet, Buskerud, Telemark a Rogaland.

## Obce
V lednu 2020 sestával kraj z 43 obcí.
- Alver
- Askvoll
- Askøy
- Aurland
- Austevoll
- Austrheim
- Bergen
- Bjørnafjorden
- Bremanger
- Bømlo
- Eidfjord
- Etne
- Fedje
- Fitjar
- Fjaler
- Gloppen
- Gulen
- Hyllestad
- Høyanger
- Kinn
- Kvam
- Kvinnherad
- Luster
- Lærdal
- Masfjorden
- Modalen
- Osterøy
- Samnanger
- Sogndal
- Solund
- Stad
- Stord
- Stryn
- Sunnfjord
- Sveio
- Tysnes
- Ullensvang
- Ulvik
- Vaksdal
- VikVik
- Voss herad
- Øygarden
- Årdal

## Fotogalerie

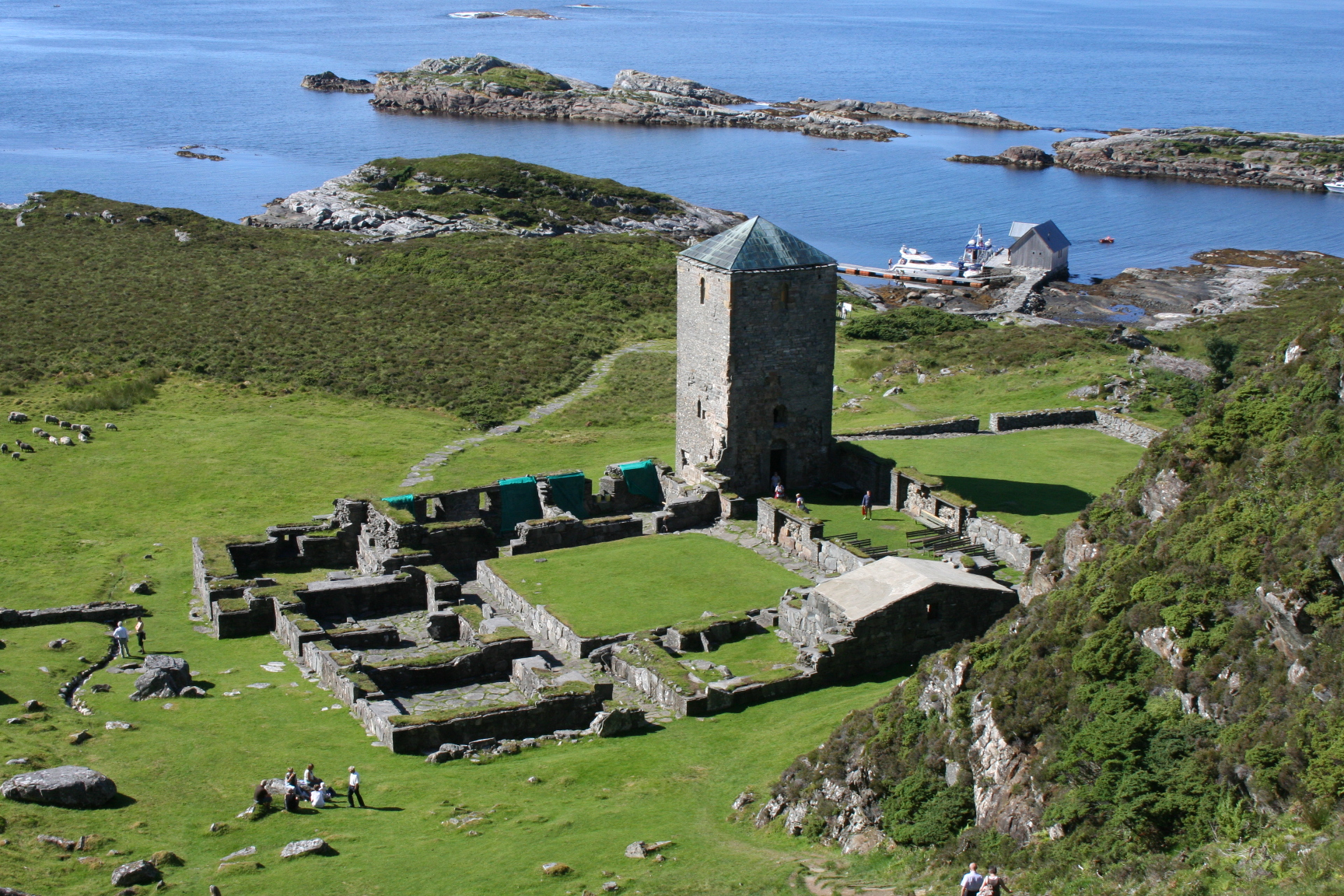
Ruiny kláštera Selje
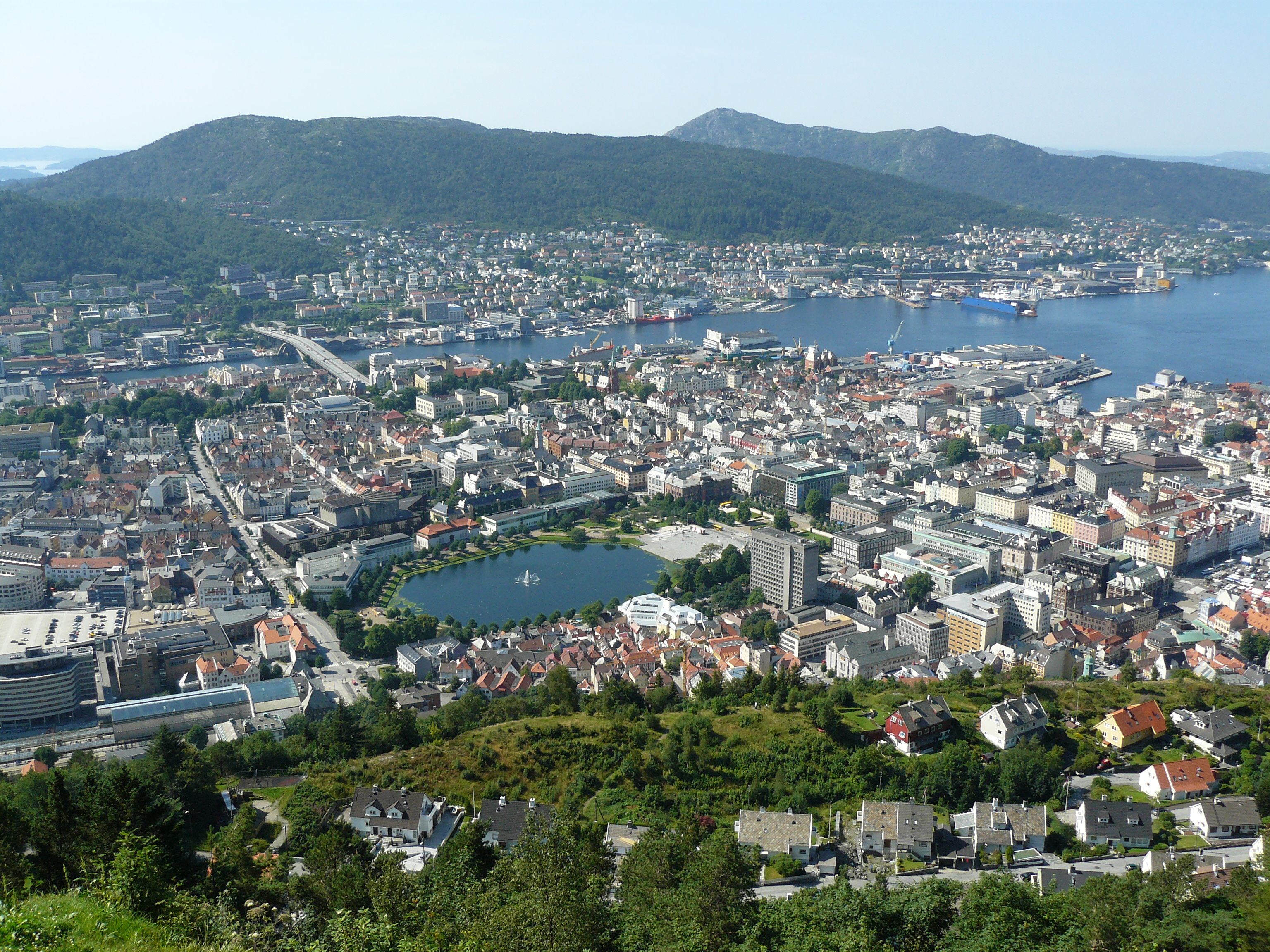
Město Bergen
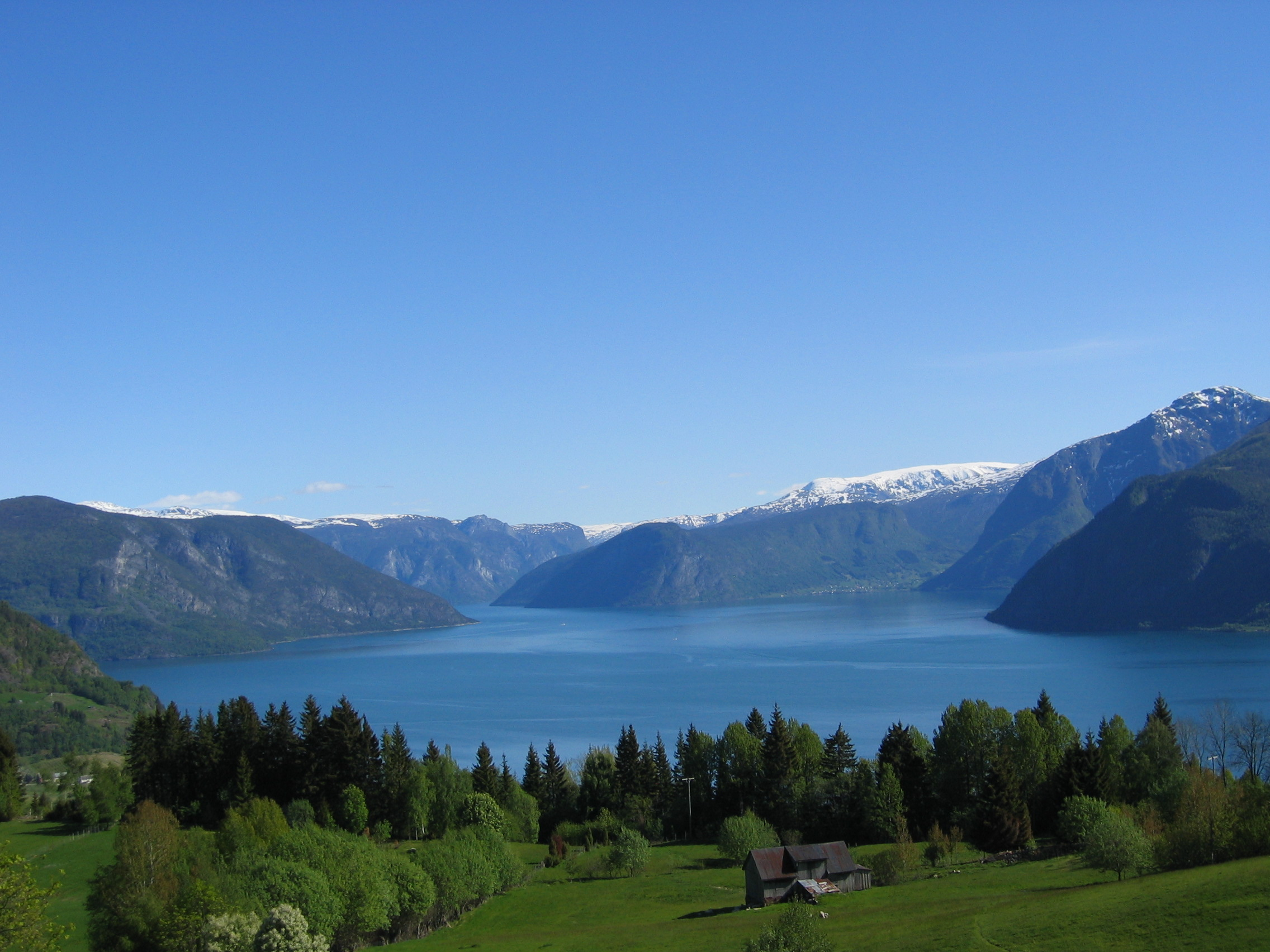
Fjord Sognefjord
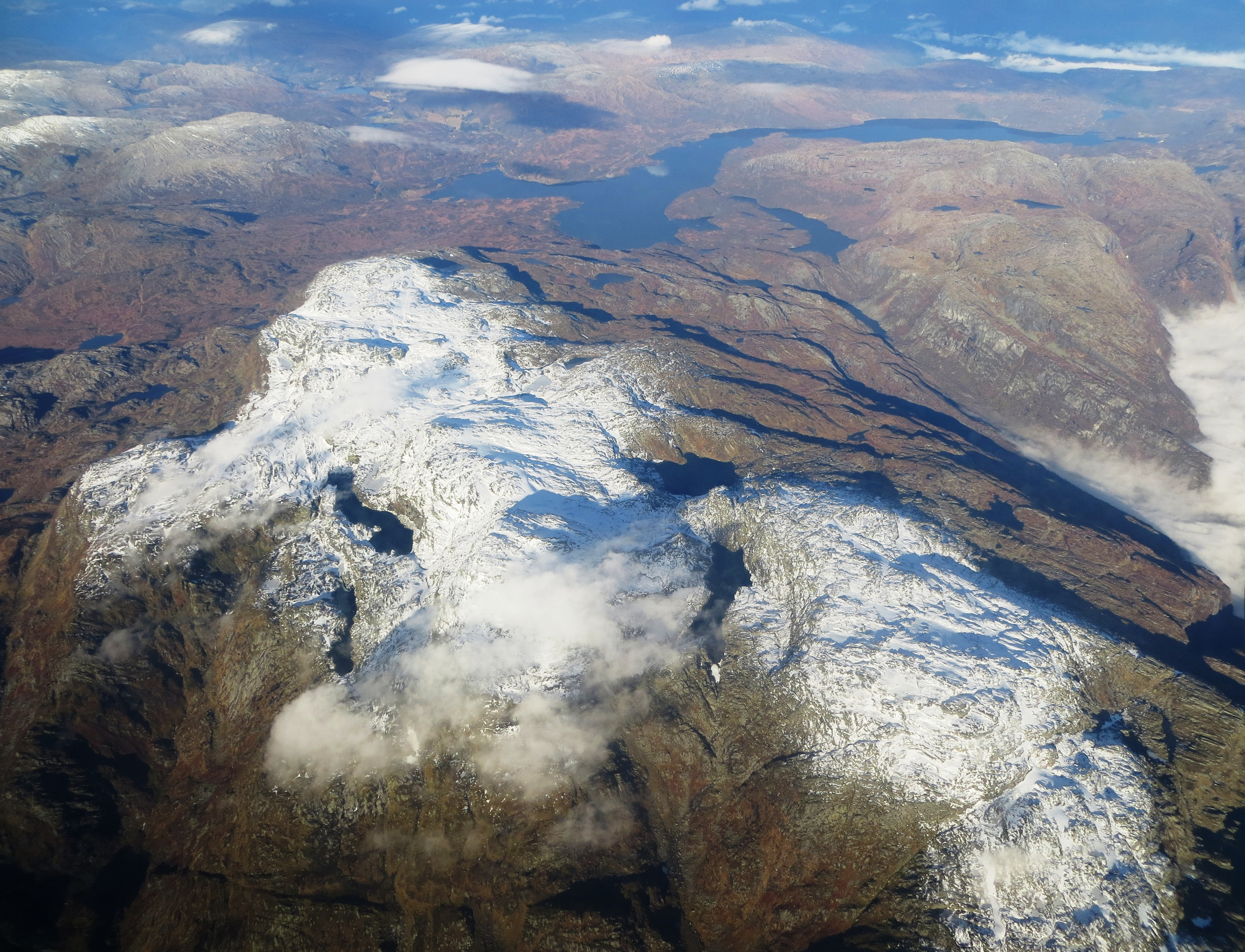
Horský masiv Kvam